# Морі Хіромото
Морі Хіромото (яп. 毛利弘元, моорі хіромото; 1466 (1468) — 13 лютого 1506) — самурайський полководець середньовічної Японії періоду Сенґоку. Володар провінції Акі (суч. префектура Хіросіма). 14-й голова роду Морі. Батько Морі Мотонарі.

## Короткі відомості
Морі Хіромото народився у провінції Акі. У 1476 році (8 році Буммей) він перейняв спадок і головування у роді Морі. Хіромото був одним з "провінціалів" вельможного роду Оуті, васалом Оуті Масахіро і Оуті Йосіокі, тому постійно виступав у військових походах останнього разом зі своїм старшим сином Морі Окімото. Через конфлікт Оуті і Хосокави, а також конфлік Оуті з сьоґунатом Муроматі у 1499 році (8 році Мей'о) Хіромото зазнав опали сюзерена і поставив під загрозу ліквідації власний рід. Для вирішення цієї проблеми він передав свій пост голови Морі старшому синові у 1550 році, а сам полишив політику, усамітнившись у замку Тадзіхі-Саруґаке. Через стреси і пияцтвою, яким він намагався розганяти їх, Хіромото помер 13 лютого 1506 року відносно молодим, у 40-річному віці. Його було поховано у храмі Ессоін (сучасне м. Акітаката, префектура Хіросіма)